# Aspidiotus serratus
Aspidiotus serratus är en insektsart som beskrevs av Walter Wilson Froggatt 1914. Aspidiotus serratus ingår i släktet Aspidiotus och familjen pansarsköldlöss. Inga underarter finns listade i Catalogue of Life.